# Höjdrisktillägg
Höjdrisktillägg är ett särskilt tillägg till lönen som utgår vid arbete på så kallad "farlig höjd". Enligt riksdagens lönedelegation 1966 betalas inte höghöjdstillägg ut om man samtidigt åtnjuter flygtillägg, flyglärartillägg, helikoptertillägg, flygelevtillägg, hopptillägg eller flygrisktillägg.
Den farliga höjden ansågs i SEKO:s kollektivavtal 2010 i Sverige vara höjder utomhus överstigande 13 meter. Detta hindrar inte att fall från betydligt lägre höjder än tretton meter också kan orsaka allvarliga personskador.